# San Floriano del Collio
San Floriano del Collio (slowenisch: Števerjan) ist eine nordostitalienische Gemeinde (comune) mit 735 Einwohnern (Stand 31. Dezember 2023) in der Region Friaul-Julisch Venetien. Die Gemeinde liegt etwa 5,5 Kilometer nordwestlich von Gorizia und unmittelbar an der slowenischen Grenze (Nachbarort: Brda bzw. ital. Collio) und gehört zur Comunità Montana del Torre, Natisone e Collio.